# Pekelská jezera
Pekelská jezera  jsou dvě vodní plochy o rozloze 0,04 ha a 0,36 ha vzniklá jako pozůstatek mrtvého ramene řeky Orlice po provedení regulace Orlice  v dvacátých letech 20. století. Nachází se asi 500 m severovýchodně od Malšovického jezu a jsou využívána jako mimopstruhový rybářský revír.

## Galerie

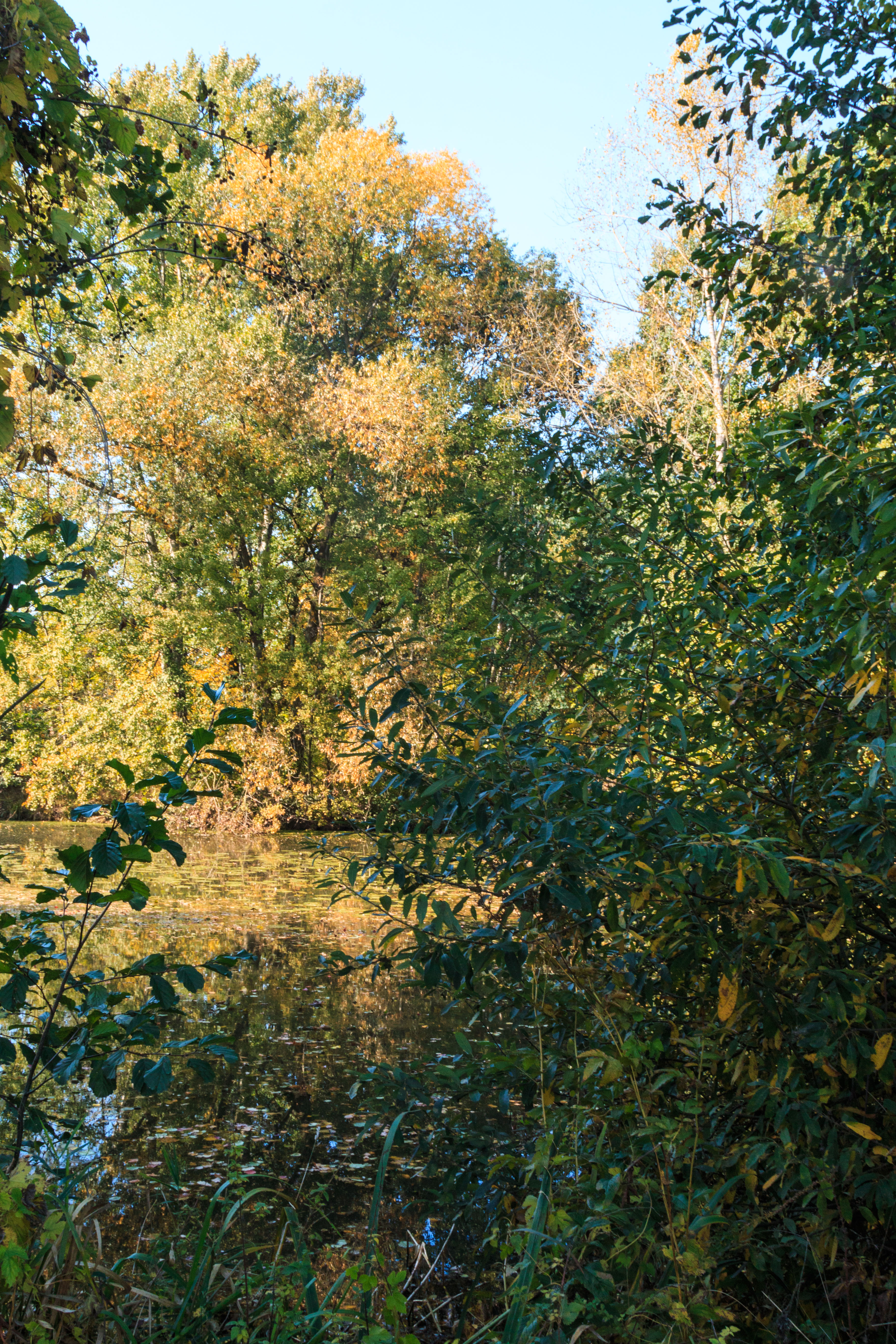
Pekelská jezera - mrtvé rameno řeky Orlice
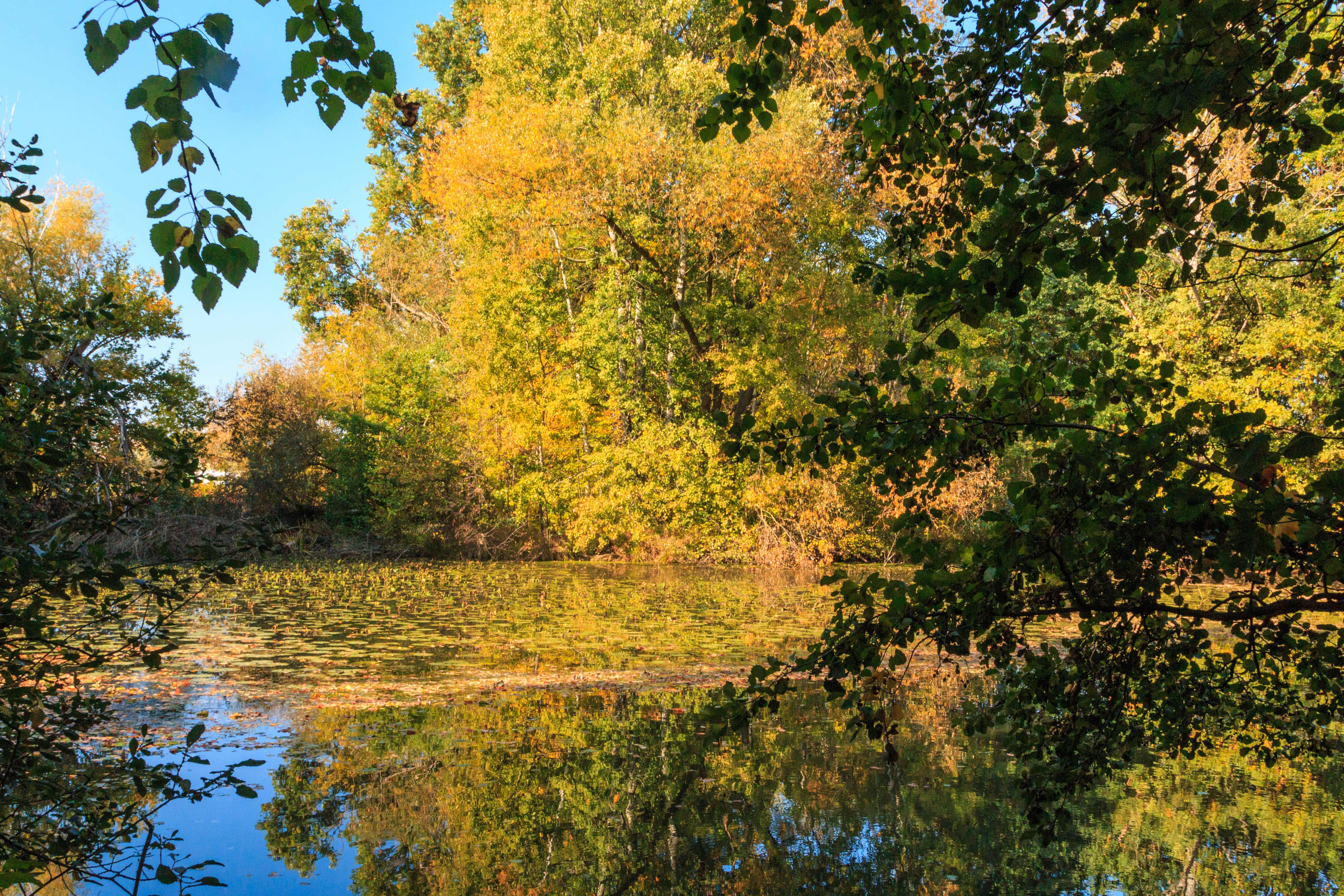
Pekelská jezera - mrtvé rameno řeky Orlice
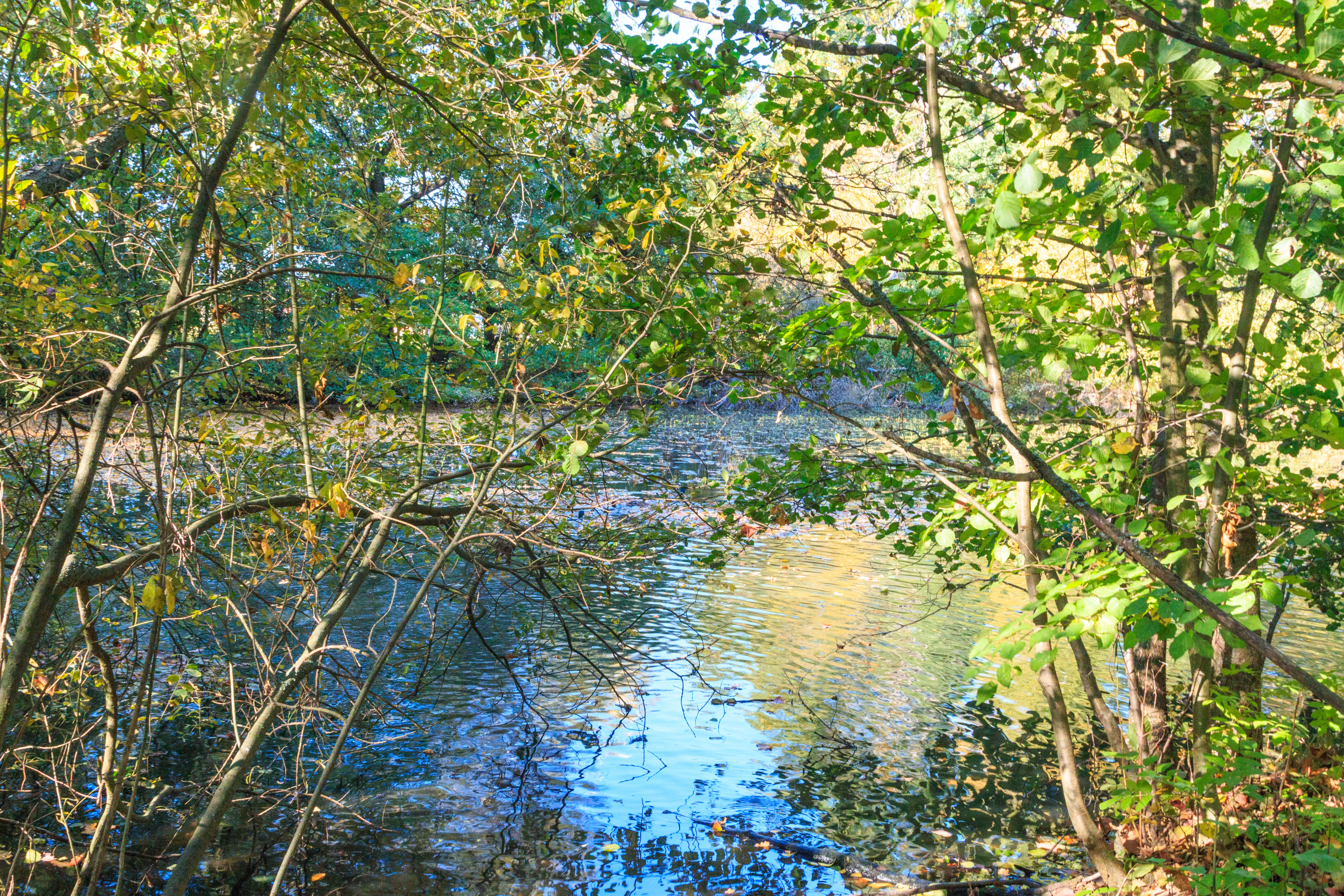
Pekelská jezera - mrtvé rameno řeky Orlice
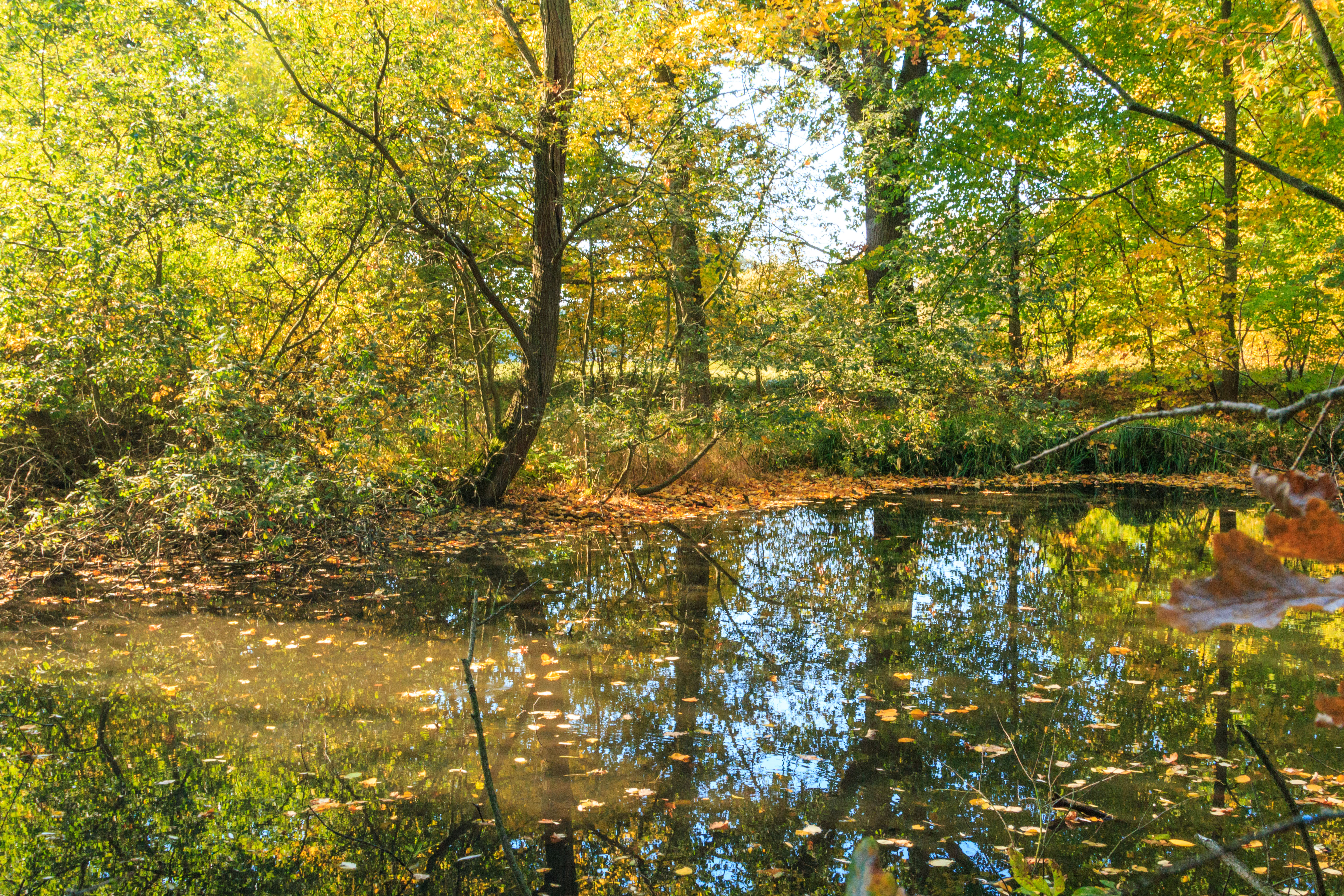
Pekelská jezera - mrtvé rameno řeky Orlice